# Vintrosa
Vintrosa  (uttalas vinn-tro-sa; förr stavat Winteråsa) är en tätort i Örebro kommun och kyrkbyn i Vintrosa socken belägen cirka 1,5 mil väster om Örebro. Tätorten växte 2015 samman med Lanna i Lekebergs kommun och tätorten har då även bebyggelse i den kommunen. 

## Ortnamnet
Ortens omtalas under 1300-talet som de Vintrusum, vilket anses betyda 'orten med fäbodar för vintern'. Under 1700-talet skrevs det Vinteråsen och numera Vintrosa.

## Befolkningsutveckling
| Befolkningsutvecklingen i Vintrosa 1960–2020                                                                     | Befolkningsutvecklingen i Vintrosa 1960–2020 | Befolkningsutvecklingen i Vintrosa 1960–2020 | Befolkningsutvecklingen i Vintrosa 1960–2020 | Befolkningsutvecklingen i Vintrosa 1960–2020 |
| --- | -------------------------------------------- | -------------------------------------------- | -------------------------------------------- | -------------------------------------------- |
| |                                              |                                              |                                              |                                              |
| År |                                              |                                              | Folkmängd                                    | Areal (ha)                                   |
| 1960 | 1960                                         |                                              | 442                                          |                                              |
| 1965 | 1965                                         |                                              | 530                                          |                                              |
| 1970 | 1970                                         |                                              | 585                                          |                                              |
| 1975 | 1975                                         |                                              | 802                                          |                                              |
| 1980 | 1980                                         |                                              | 1 187                                        |                                              |
| 1990 | 1990                                         |                                              | 1 407                                        | 164                                          |
| 1995 | 1995                                         |                                              | 1 405                                        | 164                                          |
| 2000 | 2000                                         |                                              | 1 369                                        | 164                                          |
| 2005 | 2005                                         |                                              | 1 333                                        | 164                                          |
| 2010 | 2010                                         |                                              | 1 343                                        | 163                                          |
| 2015 | 2015                                         |                                              | 2 285                                        | 424                                          |
| 2018 | 2018                                         |                                              | 2 725                                        | 459                                          |
| 2020 | 2020                                         |                                              | 2 994                                        | 468                                          |
| Anm.: 2015 utökades tätorten med den tidigare tätorten Lanna och småorten Hidinge, de senare i Lekebergs kommun. |                                              |                                              |                                              |                                              |

## Samhället
I Vintrosa finns bland annat en F-6 skola, en deltidsbrandstation, ICA, en pizzeria samt flera kyrkor tillhöriga olika samfund.

## Idrott
I Vintrosa finns idrottsföreningen Vintrosa idrottssällskap (VIS) som grundades 1961. Föreningen, som startade med hockeybockey och ishockey, har organiserat många idrotter genom åren, bland annat basket och volleyboll. Idag är det handbollen som dominerar föreningen med drygt 250 aktiva handbollsspelare i  drygt 12 barn- och ungdomsgrupper samt ett damlag i div 2 och ett herrlag i div 3. Föreningens andra aktiva sektion är innebandy med två motionsgrupper (dam och herr). Sedan 1999 anordnar föreningen beachhandbolls-turneringen "Vintrosa Beach Handball Cup" som är en av Sveriges största turneringar med internationella regler. På senare år har föreningen utmärkt sig genom att fostra flera ungdomslandslagsspelare i beachhandboll. VIS arrangerar även tävlingarna Vintrosamästerskapen i fotboll (sedan slutet av 1970-talet) och löpartävlingen Vintrosaloppet (sedan 2018).